# Sandie Richards
Sandie Richards, född den 6 november 1968, Clarendon Park, Jamaica är en före detta jamaicansk friidrottare som tävlade på 400 meter.
Richards första internationella mästerskap var VM 1987 i Rom där hon sprang 400 meter men blev utslagen i semifinalen. Hon deltog vidare vid Olympiska sommarspelen 1992 i Barcelona där hon gick vidare till final, men tiden 50,19 räckte bara till en sjunde plats. 
1993 blev hon inomhusvärldsmästare på 400 meter när hon vann VM i Toronto på tiden 50,93. Utomhus samma år blev hon bronsmedaljör vid VM i Stuttgart. 1995 blev hon tvåa vid inomhus-VM i Barcelona. Samma år deltog hon även vid VM i Göteborg där hon blev sist i finalen på tiden 51,13.
Richards andra olympiska spel var Olympiska sommarspelen 1996 i Atlanta där hon slutade sjua i finalen på 400 meter med tiden 50,45. Året efter deltog hon vid VM i Aten där det blev dels brons i stafett 4 x 400 meter och dels silver individuellt. Hennes tid från finalen 49,79 var bara en femtiondel från Cathy Freemans segertid. Dessutom är det hennes snabbaste tid någonsin på distansen. 
Efter framgången 1997 lyckades hon aldrig mer vinna någon individull mästerskapsmedalj. Däremot var hon framgångsrik tillsammans med Jamacias stafettlag. Det blev silver vid OS 2000 och brons vid OS 2004 och vid VM 2003 i Paris. Den största meriten kom vid VM 2001 i Edmonton då Jamaica blev guldmedaljörer. Ursprungligen var USA först i mål men då det visade sig att Kelli White varit dopad blev Jamaica guldmedaljörer.
2006 valde hon att avsluta sin aktiva karriär.